# Aeroportul Peace River
Aeroportul Peace River (IATA: YPE, ICAO: CYPE) este un aeroport din Alberta, Canada. Aeroportul a fost tranzitat în 2015 de 21.251 de pasageri.
Situat la o altitudine de 571 m, aeroportul dispune de o singură pistă.